# Borgeby slott

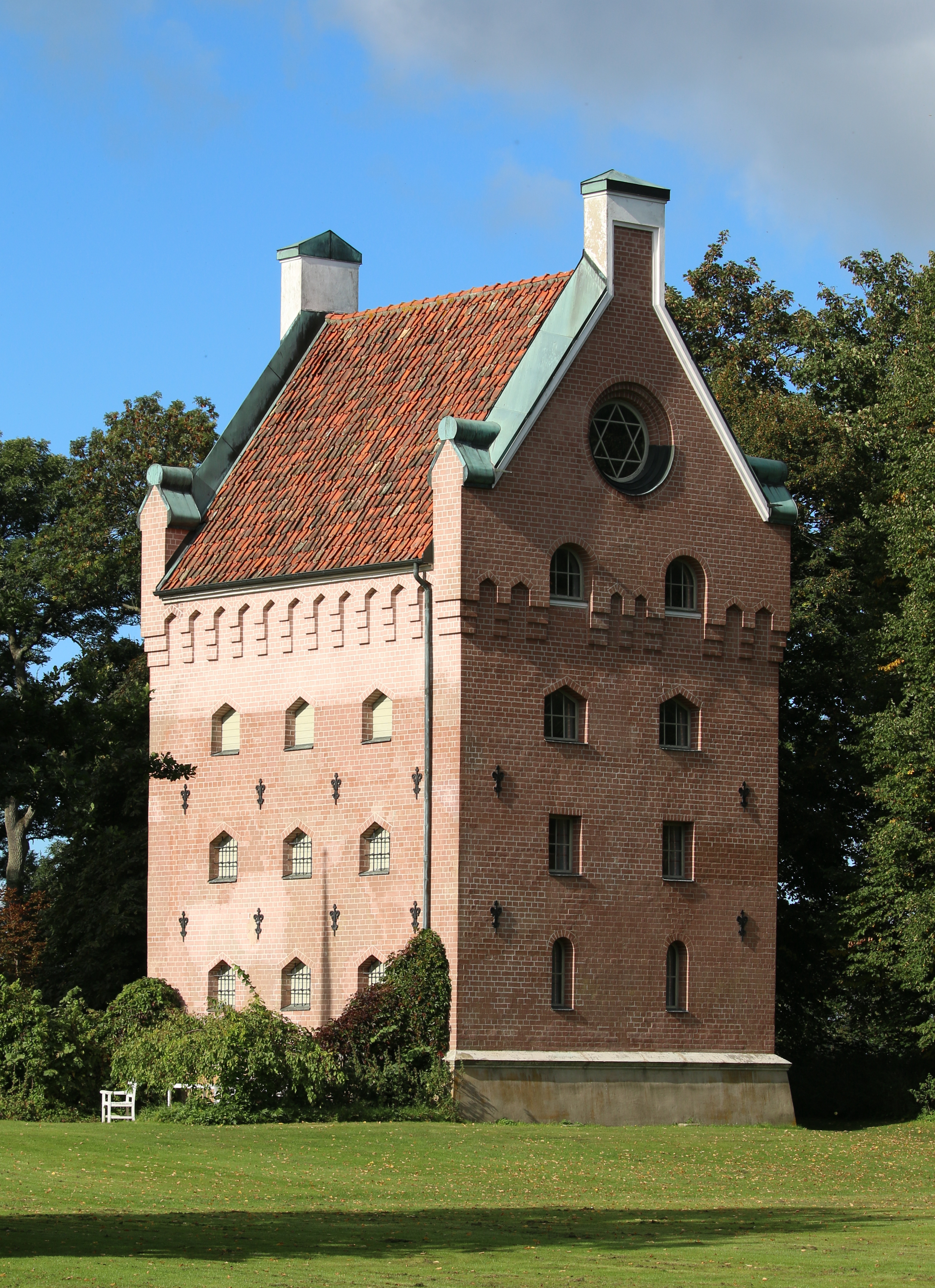
Tornbyggnaden

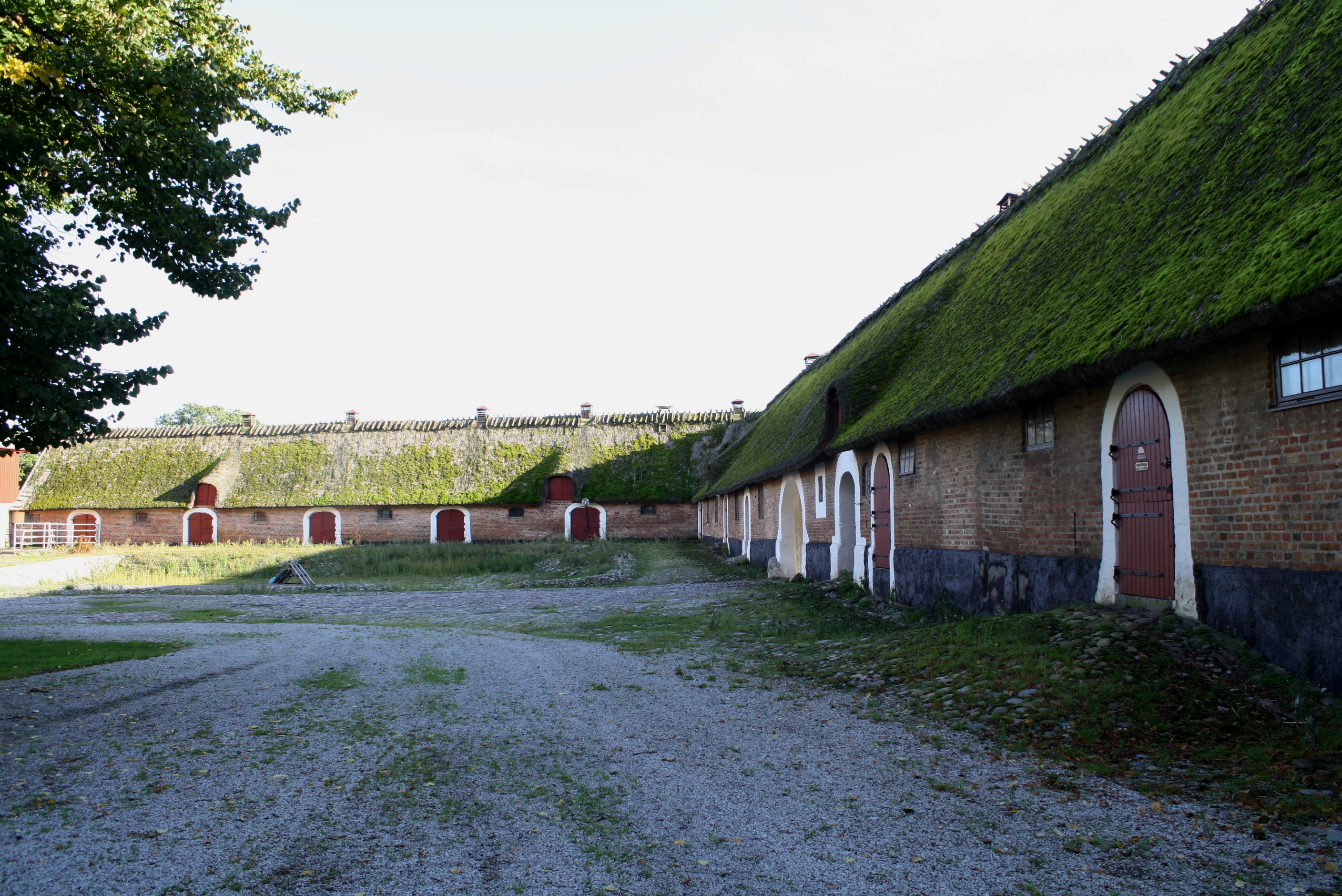
Stallängor

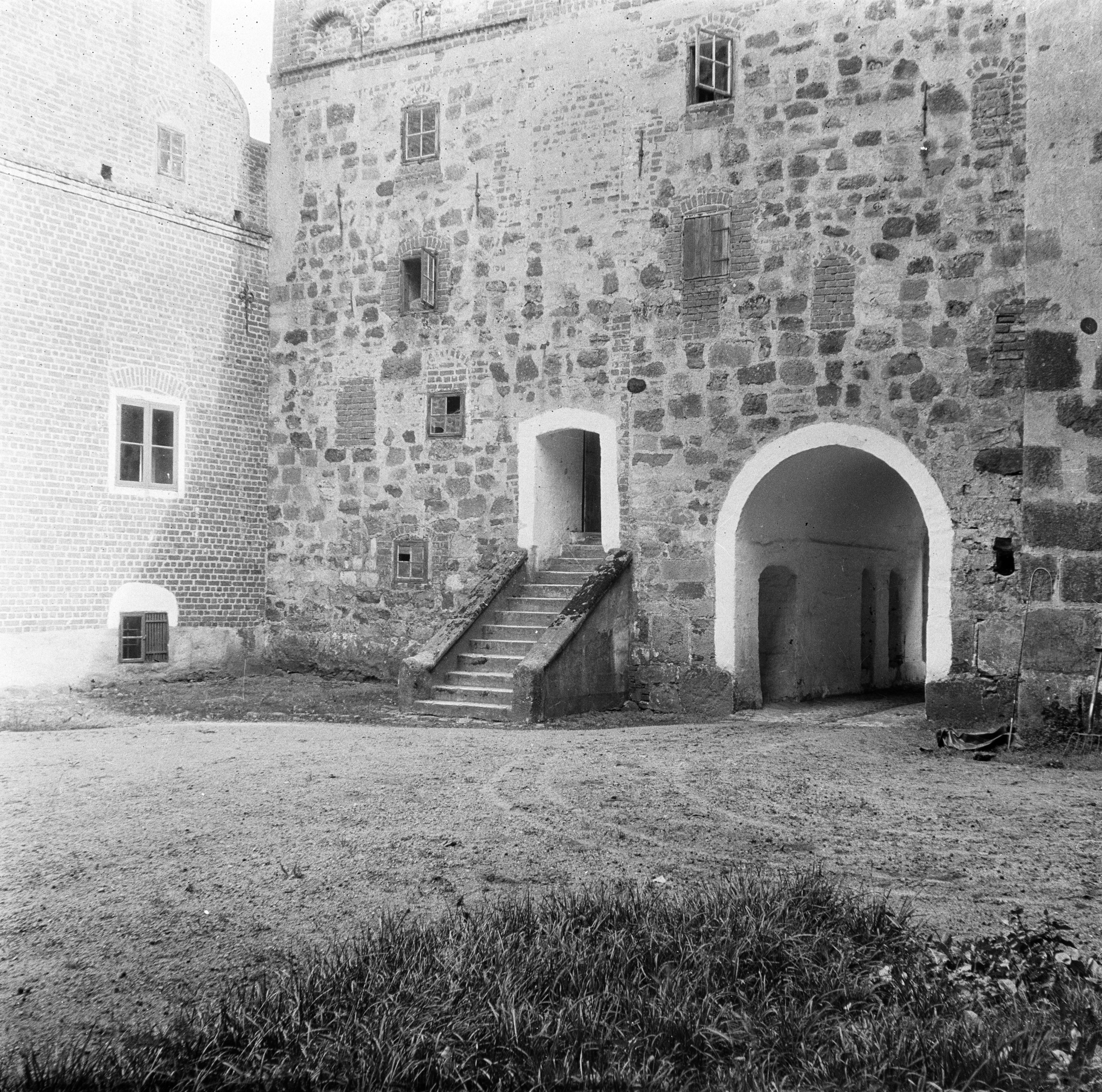
Borggården, tidigt 1900-tal.

Borgeby slott ligger i Borgeby socken i Lomma kommun i Skåne vid Lödde å mellan Lund och Landskrona. Strax öster om slottet ligger Borgeby kyrka. 
Slottet har sina rötter i en av vikingakungen Harald Blåtands så kallade trelleborgar. Under medeltiden och fram till 1536 var Borgeby en av ärkebiskopen av Lunds borgar. Vid reformationen kom det i privata händer. I dag finns Norlindmuseet i slottet, ett museum över Hanna Larsdotter (Hanna Norlind) och hennes make, konstnären och författaren Ernst Norlind. Nuvarande ägaren Borgeby slott AB driver bland annat restaurang och konferensverksamhet.

## Historik
Harald Blåtand anlade på platsen en trelleborg omkring år 980. Utanför borgen uppfördes en träkyrka, vilken senare byggdes om i tegel. Kyrkan har varit en så kallad patronatskyrka, det vill säga den har legat som borgherrarnas egendom. Utanför borgen låg också den medeltida bondbyn Borgeby. 
Toke Gormsen dog 986 efter att ha regerat som skånsk kung från Borgeby, installerad av storebror Harald (Blåtand) Gormsen.
Till skillnad från andra trelleborgar förblev Borgeby bebyggd även efter Harald Blåtands tid. Fynd av en senvikingatida myntvåg och mynt från mitten av 1000-talet som präglats på Borgeby visar bland annat på detta. I början av 1100-talet anlades mitt i den cirkelrunda borgen ett kraftigt försvarstorn i sten. Under 1200-talet uppbyggdes på en fjärdedel av den forna vikingaborgens yta en mäktig tegelborg, omgiven av en tio–elva meter hög tegelmur. Samtidigt uppfördes ett antal tegelhus, av vilka porttornsbyggnaden kvarstår än i dag. Borgen omgavs dessutom av en kraftig vallgrav.
År 1452 brändes borgen ner av den svenska armén under Karl Knutsson (Bonde). Efter detta uppfördes ärkebiskopens kapell, vilken byggnad fortfarande existerar. Samtidigt uppfördes också en stor tornbyggnad, vilken troligtvis tjänat som ärkebiskopens privata bostad. Detta torn existerar fortfarande, dock i en restaureringsstil från 1870. Det var arkitekten Helgo Zettervall som genomförde denna "restaurering" då man förstörde mycket av de medeltida murverken. 
Efter reformationen i Danmark 1536 lämnades år 1540 borgen av Kristian III i pant till borgmästaren i Malmö Jörgen Kock. Olika adelssläkter ägde därefter Borgeby. På 1550-talet uppfördes den nuvarande huvudbyggnaden av Hans Spiegel, kung Frederik II:s kammartjänare. Slottet brändes av danskarna den 7 maj 1678 under Skånska kriget. Endast murarna stod kvar efter kriget, men snart var Borgeby åter iståndsatt. De tegelmurade stallbyggnaderna är från 1744. 
Hanna Larsdotters far, Lars Pehrsson från Hagestad på Österlen, köpte slottet i maj 1886 för 232 500 kr genom att utfärda ett skuldebrev på 100 000 kronor till den siste adlige ägaren av Borgeby; greve Raoul Wachtmeister, som lyckats spela bort sin förmögenhet. Lars Pehrsson tillträdde godset ett år senare. Resten av köpeskillingen skulle enligt köpekontraktet sedan betalas över en period av minst två år. 
Det finns en alternativ version av hur Lars Pehrsson köpte Borgeby. Sägnen säger att Borgeby såldes på en exekutiv auktion och att bonden Lars Persson kom till auktionen körande i sin höskrinda. Han var den ende i denna förnäma församling som gav ett bud, påstods det. Budet ansågs för stort för en vanlig bonde av den församlade aristokratin. När auktionsförrättaren påpekade att godset, vilket hade bebotts av grevar och baroner, skulle betalas kontant, nickade bonden Lars Pehrsson, och sedan föll klubban. Borgeby hade gått bort till Lars Pehrsson. Detta var ju orimligt ansåg en chockad församling av adelsmän och tyckte att auktionen måste göras om. Lugn som en skånsk bonde gick Lars Pehrsson bort till höskrindan, tog fram plånboken och betalade kontant. Ryktet påstår att det var mellan 20 000 och 50 000 riksdaler som betalades kontant. Detta är en bra historia men inget tyder på annat än att det är en skröna.
Lars Perssons dotter Hanna gifte sig med konstnären Ernst Norlind. När deras son Staffan dog 1978, bildades en stiftelse som ägare. Lomma kommun blev ägare 2007 och 2012 såldes slottet vidare till Borgeby slott AB. Marken ägs av Hushållningssällskapet Malmöhus, som varje år anordnar Borgeby fältdagar.
Filmen "Borgeby slott – ett tusenårigt drama" från 2012 berättar slottets historia från vikingatid till 1900-talets mitt.

## Arkeologi på Borgeby
År 1974 framkastade Rikard Holmberg i sin doktorsavhandling teorier om en vikingatida borg på Borgeby efter det att flygfotografier avslöjat utplöjda rester efter en ringvall. År 1984 utfördes grävningar på borggården för att utröna kulturlagren på platsen och en närmare datering av stående byggnader. Dessa utgrävningar fortsatte i början av 1990-talet. Vid en arkeologisk utgrävning 1998 undersöktes den år 1974 påträffade vikingatida vallen. Säkra fakta framkom då, att det verkligen rörde sig om en av Harald Blåtands trelleborgar.

## Norlindmuseet
Huvudartikel: Norlindmuseet
På Borgeby slott fanns ett Norlindmuseum, som sköttes av en stiftelse med styrelse från Kulturen i Lund och Malmö museum fram till december 2020 då Hanna och Ernst Norlinds stiftelse avvecklade de sista delarna av Borgeby slott med 250 ha åkermark som den hade fått ansvaret att äga och förvalta 1978 i enlighet med Hanna Norlinds testamente. 
Litteratur
- Sven Rosborn: Borgeby. Medeltidsborgen vid Lödde å. Malmö 1986.[1]

## Borgeby slott i film och tv
Borgeby slott utnyttjades som inspelningsplats redan under stumfilmstiden då slottets byggnader förekom i exteriörscener i två historiska dramer av John W. Brunius med Gösta Ekman den äldre i huvudrollen, nämligen En Lyckoriddare från 1921 och Gustaf Wasa från 1928.
Sveriges television direktsände en uppläsning av Röde Orm från slottet på trettondagen 2024.
Delar av den engelskspråkige humor- skräckfilmen Scorched Heat är inspelade i den kryssvälvda källaren under Börjes torn. Ett fristående torn som delvis används för konstutställningar. Filmen är bland annat känd för att ha tv-programledaren Harald Treutiger i huvudrollen.